# جون لارسن (مجدف)
جون لارسن هو مجدف كندي، ولد في 23 سبتمبر 1943.

## وصلات خارجية
- جون لارسن على موقع أوليمبيديا (الإنجليزية)